# Пэн Пэйюнь
Пэн Пэйю́нь (кит. упр. 彭佩云, пиньинь Péng Pèiyún, род. 1929) — китайская политическая и общественная деятельница.
Член КПК с мая 1946 года, член ЦКПД 13 созыва, член ЦК КПК 14-15 созывов.
Окончила университет Цинхуа.
В 1988—1998 годах — член Госсовета КНР, председатель Госкомитета КНР по плановому деторождению.
В 1998—2003 годах — председатель Всекитайской федерации женщин и зампред ПК ВСНП 9 созыва.
В 1999—2009 годах — председатель Общества Красного Креста Китая. Находилась с официальным визитом на острове Тайвань.
В июне 2014 года Национальный суд Испании отменил расследование в отношении бывших руководителей китайской компартии, разыскивавшихся для допросов по подозрению в причастности к геноциду в Тибете, среди которых была в частности Пэн Пэйюнь.
Её супруг Ван Ханьбин являлся кандидатом в члены Политбюро ЦК КПК 14-го созыва. У них четверо детей.